# 花敷線

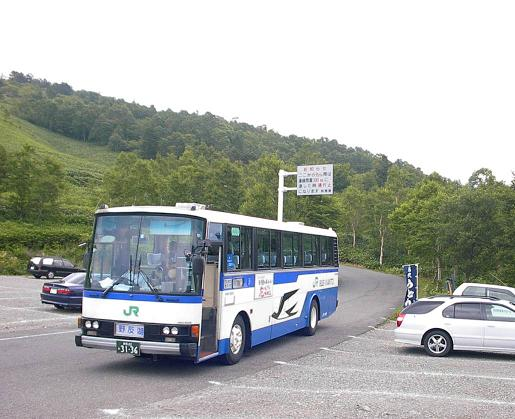
季節運行区間の終点（2003年8月、野反湖）H644-86415

花敷線（はなしきせん）は、かつて日本国有鉄道（国鉄バス）､東日本旅客鉄道（JR東日本）、ジェイアールバス関東長野原支店が運行していたバス路線。2009年3月31日をもってJRバスは廃止され、2009年4月1日からは、地元自治体である六合村が継承して運行、2010年3月28日に六合村が中之条町に編入されたため、現在は中之条町が中之条町営バスとして運行している。

## 概説
吾妻線の長野原草津口駅から花敷温泉に至る路線である。夏期は花敷温泉を経由し、野反湖まで運行する。
- 国鉄バスは1955年12月15日の開業であるが、その2年前、1953年6月に草軽交通が長野原駅（現・長野原草津口駅）から花敷温泉までの区間の乗合自動車免許を取得し、路線バスを走らせていた。草軽交通と国鉄バスは共同運行であったが、次第に国鉄バスが増便され、草軽交通は1984年5月に長野原～花敷温泉間を廃止している（草軽交通撤退時、草軽の便は1日3往復であった）。草軽交通がこの路線を持っていたのは、近隣の鉱山から産出される硫黄や鉄鉱石の輸送を引き受けていたことも関係している。
- 花敷線と志賀草津高原線を結ぶ「鈴蘭線」（全長8.5km）も存在し、国鉄バス時代に花敷線の下梨木から国道292号線（通称旧道）を経由して草津温泉に至る路線を展開していた。国鉄が鈴蘭線から撤退した時期は不明であるが、この一部の路線、草津温泉～草津栗生楽泉園間を草軽交通がマイクロバスを使って運行していた時期もある。鈴蘭線の名残でもある草軽交通の便は昭和末期には廃止された。
- 国鉄バス時代は、志賀草津高原線の夜の草津温泉行で草津温泉に入り1泊、翌朝草津温泉の停泊施設から花敷温泉まで廻送し、長野原駅（現・長野原草津口駅）までを走る運用もあった。JRバス運行末期まで志賀草津高原線と共通運用であり、志賀草津高原線との関わりが深かった。
- 1950年代～1960年代には東武バスが県道中之条草津線（現・群馬県道55号線、現・国道292号線）を介して中之条～草津温泉間の便を運行させていた。東武バスの便は花敷温泉は経由しなかったものの、わずかな区間ながら国鉄バスの花敷線、鈴蘭線とは路線が重なっている部分があった。
- 1970年、国鉄長野原線の長野原～大前間の延伸工事に伴い、長野原線の末端部「長野原～太子間」が休止となる。鉄道の運行休止の代償措置として花敷線は若干の増発が行われた。
- 1971年、3月7日に長野原線の長野原～大前間が延伸開業し吾妻線に改称、同年5月に休止区間だった長野原～太子間は正式廃止となり、花敷線は鉄道廃止区間の代替バスとしての役割も持つようになった。この頃は、花敷温泉行のほか、鉄道時代の終点でもある太子行、当時あった国鉄六合山荘（現在の道の駅六合）行など、区間便も運行されていた。
- 2002年の夏期は、温泉キャンペーンとタイアップして、期間限定で草津温泉～花敷温泉間を乗換なしで結ぶ便が運行された。草津温泉を出たバスは志賀草津高原線のルートで長野原草津口駅を経由し、花敷温泉まで運行された。
- 2008年春のダイヤ改正に伴い、大幅に減便される。特に土休祝日は2往復体制となっていた。
- 2009年3月31日、花敷線廃止（運行期間は国鉄、JR東日本の時代を含め、53年3ヶ月であった）。

## 沿革
- 1955年12月15日 国鉄自動車花敷線長野原・野反湖間及び引沼・花敷温泉間開業。
  - 【新設停車場】貝瀬、広池、中沢、太子、小雨、沼尾、梨木、引沼、和光原、野反湖 花敷温泉
- 1958年7月1日 野反湖停車場、野反峠停車場に改称、野反峠・野反湖間延伸。
  - 【新設停車場】湖畔、野反湖
- 1959年1月1日 停車場廃止及び新設。これにより支線の区間が花敷温泉口・花敷温泉間に変更。
  - 【廃止停車場】引沼
  - 【新設停車場】花敷温泉口（梨木・和光原間）、大原台（和光原・野反峠間）
- 1970年11月1日 長野原線長野原‐太子間休止により、以降は鉄道代替の役割も持つようになる。
- 2009年4月1日 JRバス花敷線廃止。JRバスとしての運行は前日をもって終了、地元自治体の六合村が村営バスとして運行を開始（運行受託はローズクィーン交通）。花敷温泉～野反湖間は夏季のみ運行。
- 2010年3月28日、六合村が中之条町に編入されたため、以後は中之条町が町営バスとして運行。

## 運行形態

### 系統

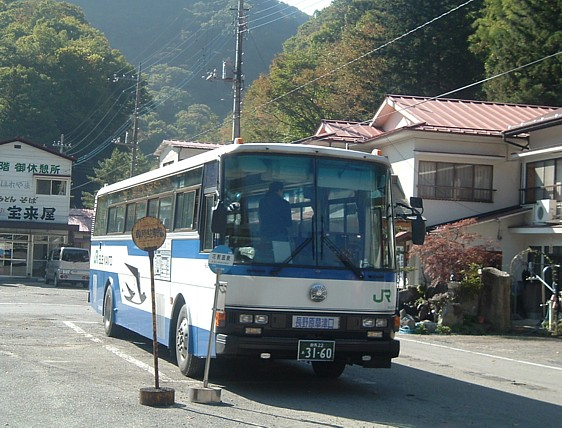
花敷温泉で折り返し待ちのJRバス H648-87430

- 長野原草津口駅 - 花敷温泉
- 長野原草津口駅 - 花敷温泉 - 野反湖（5～10月のみ運行）

### ダイヤ
- かつては途中の小雨やJR六合山荘（旧国鉄山の家・現在は村営六合山荘、現在の停留所名は「道の駅六合」）で折り返す便もあったが、現在は花敷温泉で折り返す系統のみである。花敷温泉・湯の平温泉・尻焼温泉とも草津温泉と比較するとかなり小規模な温泉ではあるものの、秘境の温泉として趣がある。しかし、モータリゼーションの影響で一般観光客の利用は多くなく、土休日には便数も半減するなど、観光地へ向かう路線ながら生活路線の色合いが強い。
- 村営バス（2010年3月以降は町営バス）となってからも基本的にJRバス時代末期のダイヤを踏襲しており、平日（学校のある日）は4往復、祝休祭日は3往復となっている。
- 花敷温泉～野反湖間は5月1日～10月20日の間、延長運転される。

### 停留所
- 長野原草津口駅 - 須川橋 - 貝瀬 - 広池  - 赤岩入口 - 出立橋 - 中沢 - 田端 - 南大橋 - 大杉 - 太子 - 郵便局前 - 小雨 - 小雨駐在所前 - 六合中学校前 - 道の駅六合（旧六合山荘） - 湯の平温泉口 - 下梨木 - 梨木 - 見寄口 - 滝見前 - 世立 - 引沼 - 花敷温泉口 - 花敷温泉
- 花敷温泉 - 花敷温泉口 - 和光原 - 大自然村入口 - 大楢 - 野反峠 - 湖畔 - 野反湖（季節運行、5～10月のみ）

## 使用車両
- 2009年3月31日までは、長野原支店の路線車が特に運用の区別なく使用されていた。1980年頃までは道路事情に合わせて、ホイールベースの短い専用車両が充当されていた[1]が、道路事情の改善により車種の限定はなくなった。
- 2009年4月1日から、地元自治体である六合村（2010年3月28日以降は中之条町）がローズクィーン交通に運行を委託して走らせている。使用車輌は小型バスである。

## 特記事項
- 大半の区間は国道292号・国道405号を走る。国道292号は草津温泉方面へ向かう道路であるが、草津道路が1993年に無料化された後は、こちらのルート自体がメインルートとしては使用されなくなっている。
- 旧長野原線の廃線跡が沿道の一部に残存している。
- 花敷温泉バス停前の旅館はかつて乗務員休憩所として滞泊に使われていた。そのため、館内に国鉄協力会（地元の後援組織）が贈呈した鏡が設置してあった。2008年8月末日をもって旅館は廃業した。